# Orzeł biały, czerwona gwiazda
Orzeł biały, czerwona gwiazda. Wojna polsko-bolszewicka 1919–1920 (ang. White Eagle, Red Star: The Polish-Soviet War, 1919–20) – książka wydana po raz pierwszy w 1972 r., autorstwa Normana Daviesa, traktująca o wojnie polsko-bolszewickiej. Przez wielu historyków uznawana za jedną z najlepszych anglojęzycznych książek o tym konflikcie.
Była to pierwsza książka Daviesa, powstała na podstawie jego pracy doktorskiej przygotowanej na Uniwersytecie Jagiellońskim.
Wydania polskie:
- przed 1989: wydawnictwo podziemne
- Wydawnictwo Znak, 1997, ISBN 83-7006-761-1 (tłumaczenie: Andrzej Pawelec)